# Гёллерих, Гизела
Гизела Гёллерих (нем. Gisela Göllerich), известная также как Гизела фон Пастори (нем. Gisela von Pászthory), урождённая Фойгт фон Лейтерсберг (нем. Voigt von Leitersberg; 16 июня 1858, Вена — 13 января 1946, Линц) — австрийская пианистка.

## Биография
Училась в Будапештской академии музыки (1876—1881) у Корнеля Абраньи, Ференца Эркеля и Роберта Фолькмана. 
В 1885 году занималась на летних курсах Ференца Листа в Веймаре, о чём в 1936 году опубликовала воспоминания. 
В 1881—1886 гг. была замужем за нотариусом Иоганном фон Пастори, дети от этого брака Гизела фон Пастори-младшая (1882—1955), Пальма фон Пастори (1884—1958) и Казимир фон Пастори (1886—1966) также стали музыкантами. После развода с мужем вернулась в Вену, выступала как ансамблист, преподавала фортепиано. 
В 1893 г., вступив во второй брак с музыкальным педагогом Августом Гёллерихом, переехала в Нюрнберг, где Гёллерих руководил музыкальной школой Лины Раман, а после назначения мужа директором музыкальной школы в Линце сменила его на директорском посту в Нюрнберге. 
В 1902 г. присоединилась к мужу в Линце, концертировала и преподавала, особенно после смерти Гёллериха (1923). 
В 1927 г. Гизеле Гёллерих было присвоено звание профессора. В 1930-е гг. она активно выступала с концертами, в том числе по радио; в 1938 г. на торжественном вечере в честь её 80-летия было зачитано поздравление Адольфа Гитлера.